# Dia dos Povos Indígenas
O Dia dos Povos Indígenas, celebrado no Brasil em 19 de abril, foi criado pelo presidente Getúlio Vargas através do Decreto-Lei n.° 5 540, de 1943, então com o título de "Dia do Índio".
A data de 19 de abril foi proposta em 1940 pelas lideranças indígenas do continente americano que participaram do Congresso Indigenista Interamericano, realizado no México. Eles haviam boicotado os dias iniciais do evento, temendo que suas reivindicações não fossem ouvidas pelos "não indígenas". Durante este congresso, foi criado o Instituto Indigenista Interamericano, também sediado no México, que tem como função zelar pelos direitos dos indígenas na América. O Brasil não aderiu imediatamente ao instituto, mas, com a intervenção do Marechal Rondon, apresentou sua adesão e instituiu o Dia do Índio no dia 19 de abril, cumprindo a proposta do Congresso de 1940.
A data pode ser considerada um motivo de reflexão sobre os valores culturais dos povos autóctones e a importância da preservação e respeito a esses valores.

## Alteração oficial do nome
O título "Dia do Índio", instituído em 1943 pelo Decreto-Lei n.° 5 540, foi alterado para Dia dos Povos Indígenas pela promulgação da Lei n° 14 402 em 8 de julho de 2022. O Projeto-Lei n.° 5 466/2019 havia sido aprovado pelo Senado em 4 de maio e depois vetado na íntegra pelo presidente da República Jair Bolsonaro, justificando que a Constituição "utiliza a expressão 'Dos Índios' no capítulo dedicado aos povos originários".
Em 5 de julho, em sessão conjunta do Congresso Nacional, os parlamentares derrubaram o veto. O PL n.° 5 466 justificava a alteração do nome da celebração com o objetivo de "explicitar a diversidade das culturas dos povos originários". Com a promulgação da Lei n.° 14 402, foi revogado o Decreto-Lei n.° 5 540 de 1943.